# Rhytiphora piligera
Rhytiphora piligera là một loài bọ cánh cứng trong họ Cerambycidae.